# Bulbophyllum nubigenum
Bulbophyllum nubigenum är en orkidéart som beskrevs av Rudolf Schlechter. Bulbophyllum nubigenum ingår i släktet Bulbophyllum och familjen orkidéer. Inga underarter finns listade i Catalogue of Life.